# Ruginoasa, Iași
Ruginoasa este satul de reședință al comunei cu același nume din județul Iași, Moldova, România. Primul document care amintește de Ruginoasa este un hrisov din anul 1596 în care se vorbește de existenta a 8 case, înțelegându-se din text că satul mai cuprindea și altele.
Aici se regăsește Muzeul Memorial „Alexandru Ioan Cuza”.

## Personalități
- Alexandru Ioan Cuza (1820-1873)
- Gheorghe I. Brătianu (1898-1953)

## Legături externe
Materiale media legate de Ruginoasa la Wikimedia Commons